# 58622 Setoguchi
58622 Setoguchi eller 1997 VU är en asteroid i huvudbältet som upptäcktes den 2 november 1997 av de båda japanska astronomerna Hiroshi Abe och Seidai Miyasaka i Yatsuka. Den är uppkallad efter Takashi Setoguchi.
Den tillhör asteroidgruppen Maria.